# Eickendorf (Oebisfelde-Weferlingen)
Eickendorf ist ein Ortsteil der Stadt Oebisfelde-Weferlingen im Landkreis Börde in Sachsen-Anhalt.

## Geografie
Eickendorf liegt rund 13 Kilometer südöstlich von Oebisfelde zwischen den Naturparks Drömling und Elm-Lappwald.

## Geschichte
Von 1994 bis zum 1. Januar 2005 gehörte Eickendorf zur Verwaltungsgemeinschaft Oebisfelde, von 2005 bis zum 31. Dezember 2009 zur Verwaltungsgemeinschaft Oebisfelde-Calvörde.
Durch einen Gebietsänderungsvereinbarung beschlossen die Gemeinderäte der Gemeinden Stadt Oebisfelde (am 27. Mai 2009), Bösdorf (am 26. Mai 2009), Eickendorf (am 28. Mai 2009), Etingen (am 26. Mai 2009), Kathendorf (am 19. Mai 2009), Rätzlingen (am 27. Mai 2009), Eschenrode (am 28. Mai 2009), Döhren (am 28. Mai 2009), Hödingen (am 20. Mai 2009), Hörsingen (am 27. Mai 2009), Schwanefeld (am 25. Mai 2009), Seggerde (am 26. Juni 2009), Siestedt (am 28. Mai 2009), Walbeck (am 28. Mai 2009) und der Flecken Weferlingen (am 19. Mai 2009), dass ihre Gemeinden aufgelöst und zu einer neuen Stadt Oebisfelde-Weferlingen vereinigt werden. Dieser Vertrag wurde vom Landkreis als unterer Kommunalaufsichtsbehörde genehmigt und trat am 1. Januar 2010 in Kraft.
Nach Umsetzung der Vereinigungsvereinbarung der bisher selbstständigen Gemeinde Eickendorf wurde Eickendorf Ortsteil der neuen Stadt Oebisfelde-Weferlingen. Für die eingeflossene Gemeinde wurde die Ortschaftsverfassung nach den §§ 86 ff. Gemeindeordnung Sachsen-Anhalt eingeführt. Die aufgenommene Gemeinde Eickendorf und künftige Ortsteil Eickendorf wurde zur Ortschaft der neuen Stadt Oebisfelde-Weferlingen. In der eingeflossenen Gemeinde und nunmehrigen Ortschaft Eickendorf wurde ein Ortschaftsrat mit sechs Mitgliedern einschließlich Ortsbürgermeister gebildet.

## Politik

### Ortschaftsrat
Laut der letzten Kommunalwahl am 7. Juni 2009 hatte der Gemeinderat acht Mitglieder. Aufgrund der Stadtgründung von Oebisfelde-Weferlingen wurde der Gemeinderat automatisch zum Ortschaftsrat. Die Wahlbeteiligung lag bei 56,8 %. Die Wahl brachte folgendes Ergebnis:
|  | Wählergruppen | 8 Sitze | (100,0 %) |

2014 wurde ein Ortschaftsrat mit vier Mitgliedern gewählt, ein Sitz blieb unbesetzt. Daneben gehört der Ortsbürgermeister als Vorsitzender dem Ortschaftsrat an.

### Wappen und Flagge
Das Wappen wurde am 4. Mai 2009 durch den Landkreis genehmigt.
Blasonierung: „In Silber eine ausgerissene grüne Eiche mit Eicheln, unterhalb der Krone begleitet von zwei zueinander gegenschrägen, abgewendeten Äxten mit grünen Stielen und schwarzen Klingenblättern.“
Basierend auf dem Ortsnamen verwendete Eickendorf ein Wappen, das einen natürlichen Baum zeigte, der eine Eiche darstellen sollte. Dieses Wappen führte die Gemeinde inoffiziell und entsprach in mehreren Positionen nicht den heraldischen Regeln, daher war es nicht genehmigungsfähig. Um einen Identitätsverlust zu vermeiden, wurde in das neue Wappen wiederum ein Eichenbaum aufgenommen, der anhand von Blättern und Eicheln klar erkennbar ist. Weil nur ein Eichenbaum allein kein einmaliges und unverwechselbares Wappenbild darstellt, wurden zwei Äxte beigestellt. Sie symbolisieren die Rodung, die in der Frühgeschichte des Ortes der Urbarmachung von Feldern und Äckern sowie der Ansiedlung voraus ging.
Das Wappen wurde vom Magdeburger Kommunalheraldiker Jörg Mantzsch gestaltet und ins Genehmigungsverfahren begleitet.
Die Flagge von Eickendorf ist Grün – Weiß – Grün (1:4:1) gestreift (Ouerform: Streifen waagerecht verlaufend, Längsform: Streifen senkrecht verlaufend) und mittig mit dem Wappen belegt.

## Wirtschaft und Infrastruktur

### Verkehr
Zur Bundesstraße 188, die Wolfsburg mit Rathenow verbindet, sind es in nördlicher Richtung rund 13 Kilometer.

## Kultur und Sehenswürdigkeiten
- Sowjetischer Ehrenfriedhof Am Hüttenweg für zwei Rotarmisten, das zweijährige Kind einer sowjetischen Zwangsarbeiterin sowie fünf während des Zweiten Weltkrieges abgestürzte US-amerikanische Flieger